# Новозелене
Новозеле́не (Ново-Зелена) — село в Україні, у Звягельському районі Житомирської області. Населення становить 160 осіб.

## Історія
У 1906 році — Ново-Зелена, німецька колонія Романівецької волості Новоград-Волинського повіту Волинської губернії. Відстань від повітового міста 20 верст, від волості 10. Дворів 32, мешканців 416.
У 1923—54 роках — адміністративний центр Ново-Зеленської сільської ради.